# Arrondissement administratif de Bruxelles-Capitale
Pour les articles homonymes, voir Arrondissement de Bruxelles et Bruxelles (homonymie).
Pour la région, voir Région de Bruxelles-Capitale.
Pour la station de radio, voir Radio Bruxelles Capitale.
L'arrondissement administratif de Bruxelles est un arrondissement administratif de Belgique dont le territoire est situé et occupe le même espace que la région de Bruxelles-Capitale. Il s'agit du seul arrondissement administratif de cette région. L'arrondissement a des frontières terrestres avec la région flamande, la province du Brabant flamand et les arrondissements administratifs de Hal-Vilvorde et de Louvain.
L'arrondissement a la particularité d'être l'unique arrondissement belge à être représenté par un gouverneur, qui, normalement, gouverne une province et non un arrondissement administratif. Cette spécialité administrative s'explique par le fait qu'il n'y a aucune province dans la région de Bruxelles-Capitale et par conséquent aucune subdivision administrative entre la région et l'arrondissement administratif.
Partageant le même territoire que la région de Bruxelles-Capitale, on peut définir sa population par le recensement de cette dernière région. Ainsi, au 1er janvier 2021, la population de l'arrondissement est d'environ 1 219 970 habitants et est l'arrondissement administratif le plus peuplé mais également le plus dense des 43 arrondissements administratifs de Belgique.
L'arrondissement le plus peuplé de Belgique, il en est le moins étendu devant ceux de La Louvière, de Roulers et de Furnes. Sa culture est la même que la région, c'est-à-dire très diversifiée puisque Bruxelles est l'une des villes les plus cosmopolites du monde ce qui en fait l'une des subdivisions du troisième niveau les plus cosmopolites de Belgique et du monde.

## Histoire
L'arrondissement de Bruxelles a été créé en 1800 comme le premier des 3 arrondissements (en 1800) du département français de la Dyle.
Après 1963, l’arrondissement a été découpé en deux parties : Hal-Vilvorde et Bruxelles-Capitale.

## Politique

### Administration

#### Gouverneur
Le 1er janvier 1995, la province du Brabant se divise en deux provinces, alors que le territoire de la région de Bruxelles-Capitale est en dehors de toute province. L'arrondissement administratif de Bruxelles-Capitale fait office de niveau provincial et est donc chapeauté par un Gouverneur.
Le Gouverneur est nommé et révoqué par le gouvernement de la Région de Bruxelles-Capitale sur avis conforme du conseil des ministres du gouvernement fédéral. Il est assisté par du personnel fédéral et régional, dont il a la direction. Il est chargé de :
- Maintien de l'ordre public ;
- Coordination des services de police et de sécurité civile ;
- Élaboration de plan pour les situations d’urgence sur son territoire ;
- Tutelle quant aux décisions des Conseils et des Collèges de police ;
- Délivrance de visas ;
- Application de la loi sur les armes ;
- Traitement des dossiers des calamités.

Depuis les dernières élections, la Gouvernante de l'arrondissement est Sophie Lavaux.

#### Vice-Gouverneur
Le Vice-Gouverneur de l'arrondissement administratif est chargé de veiller à l'application des lois et règlements relatifs à l'emploi des langues en matière administrative. Il peut, dans les quarante jours de la réception de l'acte au gouvernement, suspendre par arrêté motivé l'exécution de l'acte par lequel une autorité communale ou un CPAS bruxellois violerait la législature linguistique. Il examine les plaintes relatives au non-respect des lois coordonnées, déposées par une personne physique ou morale, concernant les matières localisées ou localisables dans l'arrondissement administratif.
Depuis les dernières élections, le Vice-Gouverneur est Jozef Ostyn.

### Subdivision
L'arrondissement administratif de Bruxelles-Capitale est l'unique arrondissement administratif belge à être subdivisé directement en zone de police ; normalement, les zones de police sont des subdivisions provinciales mais il n'y a pas de province dans la région de Bruxelles-Capitale.
Celles-ci sont au nombre de six et sont toutes pluricommunales, c'est-à-dire que chacune des zones de police s'étend sur plusieurs communes de l'arrondissement (et donc de la région) de Bruxelles-Capitale.
| Nom de la zone      | Communes de la zone                                                       |
| ------------------- | ------------------------------------------------------------------------- |
| Zone de police 5339 | Bruxelles-Ville, Ixelles                                                  |
| Zone de police 5340 | Molenbeek-Saint-Jean, Koekelberg, Jette, Ganshoren, Berchem-Sainte-Agathe |
| Zone de police 5341 | Anderlecht, Saint-Gilles, Forest                                          |
| Zone de police 5342 | Uccle, Watermael-Boitsfort, Auderghem                                     |
| Zone de police 5343 | Etterbeek, Woluwe-Saint-Pierre, Woluwe-Saint-Lambert                      |
| Zone de police 5344 | Schaerbeek, Saint-Josse-ten-Noode, Evere                                  |

## Communes
Les 19 communes de l'arrondissement, définies d'après la loi spéciale du 12 janvier 1989, sont :
1. Anderlecht
2. Bruxelles-ville (Brussel-stad)
3. Ixelles (Elsene)
4. Etterbeek
5. Evere
6. Ganshoren
7. Jette
8. Koekelberg
9. Auderghem (Oudergem)
10. Schaerbeek (Schaarbeek)
11. Berchem-Sainte-Agathe (Sint-Agatha-Berchem)
12. Saint-Gilles (Sint-Gillis)
13. Molenbeek-Saint-Jean (Sint-Jans-Molenbeek)
14. Saint-Josse-ten-Noode (Sint-Joost-ten-Node)
15. Woluwe-Saint-Lambert (Sint-Lambrechts-Woluwe)
16. Woluwe-Saint-Pierre (Sint-Pieters-Woluwe)
17. Uccle (Ukkel)
18. Forest (Vorst)
19. Watermael-Boitsfort (Watermaal-Bosvoorde)

## Démographie
La démographie de l'arrondissement administratif a régressé dans le dernier quart du XXe siècle et, dans le même temps, la population étrangère a quant à elle plus que quadruplé. Cette forte augmentation de la population étrangère dans l'arrondissement peut s'expliquer par les institutions de l'Union Européenne et internationales se rattachant à la capitale belge, en en faisant l'une des villes les plus cosmopolites du monde.
| Recensement | Population totale | Proportion d'étrangers (en %) |
| ----------- | ----------------- | ----------------------------- |
| 1961        | 1 022 795         | 6,7                           |
| 1970        | 1 075 136         | 16,1                          |
| 1981        | 997 293           | 23,9                          |